# Supergirl (film)
Supergirl – film science-fiction z 1984 r. w reżyserii Jeannota Szwarca. Główną rolę odgrywa debiutująca Helen Slater, która za swoją rolę została nominowana do nagrody Saturn. Mimo to kinowy obraz spotkał się z chłodnym przyjęciem ze strony zarówno krytyków jak i widzów. Film ten stanowi spin-off serii filmów o Supermanie z Christopherem Reevem w roli tytułowej, a także adaptację przygód komiksowej superbohaterki Supergirl z wydawnictwa DC Comics.

## Fabuła
Kara Zor-El mieszka w wyizolowanej kryptońskiej społeczności o nazwie Argo City znajdującej się w kieszonkowej przestrzeni międzywymiarowej. Zaltar pokazuje Karze wyjątkowy i posiadający potężną moc przedmiot zwany Omegahedron, który stanowi źródło energii dla miasta. Jednakże w wyniku wypadku przedmiot ten wypada poza miasto i trafia na Ziemię. Kara rusza za nim na Ziemię, aby uratować miasto.
Na Ziemi Omegahedron zostaje odnaleziony przez Selenę, żądną władzy czarownicę, która usiłuje uwolnić się ze związku z czarownikiem Nigelem. Kara w czasie podróży na niebieską planetę przeistacza się w Supergirl. Gdy dociera na Ziemię przyjmuje tożsamość Lindy Lee, kuzynki Clarka Kenta i zapisuje się do szkoły dla dziewcząt, gdzie zaprzyjaźnia się z Lucy Lane, młodszą siostrą Lois Lane. Kara zakochała się również w szkolnym dozorcy o imieniu Ethan.
Selena również interesuje się Ethanem, i poi go miłosnym eliksirem. Jednakże chłopak odzyskuje zmysły i ucieka czarownicy. Selena wykorzystuje moc Omegahedronu i ożywia maszyny budowlane, które zaczynają siać zniszczenie w mieście. Supergirl ratuje Ethana przed maszynami, co powoduje, iż młodzieniec zakochuje się w Supergirl.
Supergirl wdaje się w bezpośrednią walkę z Selene do momentu gdy wiedźma za pomocą jednego z zaklęć wysyła superbohaterkę do kieszonkowego wymiaru Phantom Zone. Tam Kara nie posiada już supermocy i wędruje po pustynnej krainie aż spotyka Zaltara. Znalazł się on w Phantom Zone, ponieważ chciał w ten sposób ukarać samego siebie za utratę Omegahedronu. Następnie Zaltar poświęca swoje życie aby umożliwić Supergirl wydostanie się z tego wymiaru. Na Ziemi, Selene wykorzystuje Omegahedron by przejąć władzę nad światem i uczynić Ethana swoim kochankiem. Jednakże Supergirl powraca, odzyskuje swoje moce i pokonuje Selenę. Ethan przestaje być pod wpływem zaklęcia i wyznaje Karze swoje uczucia, a także przyznaje, iż wie o tym, że Linda Lee i Supergirl to jedna i ta sama osoba. Kara musi jednak opuścić młodzieńca i udaje się do Argo City, gdzie przywraca energię zaciemnionemu miastu.

## Obsada
- Faye Dunaway – Selena
- Helen Slater – Supergirl / Kara Zor-El / Linda Lee
- Peter O’Toole – Zaltar
- Hart Bochner – Ethan
- Mia Farrow – Alura
- Brenda Vaccaro – Bianca
- Peter Cook – Nigel
- Simon Ward – Zor-El
- Marc McClure – Jimmy Olsen
- Maureen Teefy – Lucy Lane

## Produkcja
Alexander Salkind i jego syn Ilya kupując prawa autorskie do postaci Supermana kupili również prawa do Supergirl. Pierwszym wyborem do roli Seleny była Dolly Parton, a w rolę Kary/Supergirl miała wcielić się Melanie Griffith lub Brooke Shields. Ilya Salkind wybrał te role, ale Alexander i Jeannot Szwarc odrzucili je. Reżyser chciał nieznanej aktorki w roli Supergirl. Ilya w Salkind w wywiadzie opublikowanym na DVD stwierdza, iż Shields byłaby lepszym wyborem. Dolly Parton odrzuciła rolę Seleny i oferowaną sumę 7 milionów dolarów, ponieważ uważała, iż nie mogłaby zagrać czarownicy bez względu na oferowane pieniądze. Goldie Hawn i Jane Fonda odrzuciły tę rolę zanim przyjęła ją Faye Dunaway.
Rola Zaltara była oferowana Dudley Moore'owi, ale ten odrzucił ofertę. Jednakże w następnym roku Moore współpracował z Salkindami i Jeannotem Szwarcem przy filmie Święty Mikołaj. Zgodnie z sugestią Moore’a jego były współpracownik z telewizji Peter Cook, został zaangażowany do roli Nigela. Do roli Ethana byli brani pod uwagę John Travolta i Nicholas Hammond.
Chociaż Salkindowie sfinansowali cały film samodzielnie, Warner Bros. dalej było zaangażowane w produkcję i posiadało prawo do dystrybucji filmu. Poza tym Warner Communications, firma partnerska Warner Bros., była również firmą partnerską DC Comics, które posiadało oryginalne prawa autorskie. Cały film został nakręcony pod kontrolą Warner Bros. Jednakże studio zrezygnowało z premiery filmy w USA planowanej na lato 1984 r., ponieważ rok wcześniej Superman III nie odniósł sukcesu artystycznego i finansowego. Film był w dystrybucji w innych krajach i jego premiera miała miejsce w Wielkiej Brytanii w lipcu 1984 r.

## Usunięte sceny
Jedną ze scen usuniętych z filmu jest dłuższa wersja sekwencja otwierająca film, która przedstawia Argo City. Innym usuniętym klipem jest scena określana jako „latający balet”. Gdy Supergirl przybywa na Ziemię, jest zdziwiona swoimi nowymi supermocami, a w szczególności umiejętnością latania. Wykorzystuje swoją supersiłę do kruszenia skał, a promienie cieplne z oczu do przyspieszenia wzrostu kwiatów. Sceny z udziałem Seleny, Bianci i Nigela również zostały skrócone. W amerykańskiej wersji wprowadzenie Seleny było bardzo krótkie gdy Omegahedron ląduje na Ziemi. Pełne wprowadzenie przedstawia Selenę jako niecierpliwą czarownicę, która ma dosyć Nigela, swojego mentora i kochanka. Późniejsze sceny udostępnione w wydaniu DVD z 2000 r. pokazują Selenę, która po raz pierwszy korzysta z Omegahedronu i zdaje sobie sprawę, że nie ma nad sobą kontroli gdy jest pod wpływem tego artefaktu. Selena potem wydaje przyjęcie dla swoich zwolenników i usunięte sceny przedstawiają Nigela obrażającego Selenę po tym jak został odrzucony. Później Nigel próbuje zaprzyjaźnić się z innym uczestnikiem przyjęcia, a Selena robi tej osobie złośliwy magiczny dowcip.
Inne materiały ukazują Lindę Lee urządzającą tymczasowy dom w Midvale, a także rozszerzony fragment z kontrolowanym przez magię traktorem, który szaleje na ulicach i zabija ludzi. Kolejna usunięta scena pokazuje, iż Supergirl posiada podobne moce jak Superman – nie widzi przez ołów. Również sceny w Phantom Zone są dłuższe.
Wiele usuniętych scen (głównie te skupiające się na Selenie) znajduje się w komiksowej adaptacji filmu.

## Nominacje
- 1985 r.
  - Złota Malina[5]
    - Faye Dunaway – najgorsza aktorka
    - Peter O’Toole – najgorszy aktor

  - Saturn[6]
    - Helen Slater – najlepsza aktorka